# 萨利尼亚克 (上普罗旺斯阿尔卑斯省)
萨利尼亚克（法語：Salignac，法語發音：[saliɲak]）是法国上普罗旺斯阿尔卑斯省的一个市镇，位于该省中西部偏北，属于福卡尔基耶区。

## 地理
萨利尼亚克（44°9'26"N, 5°58'58"E）面积14.42 平方千米，位于法国普罗旺斯-阿尔卑斯-蓝色海岸大区上普罗旺斯阿尔卑斯省，该省份为法国东南部内陆省份，北起上阿尔卑斯省，西接沃克吕兹省，西北接德龙省，南至瓦尔省，东临滨海阿尔卑斯省，东北部与意大利接壤。
与萨利尼亚克接壤的市镇（或旧市镇、城区）包括：欧比尼奥斯克、昂特勒皮埃尔、佩潘、苏里布、沃洛讷。

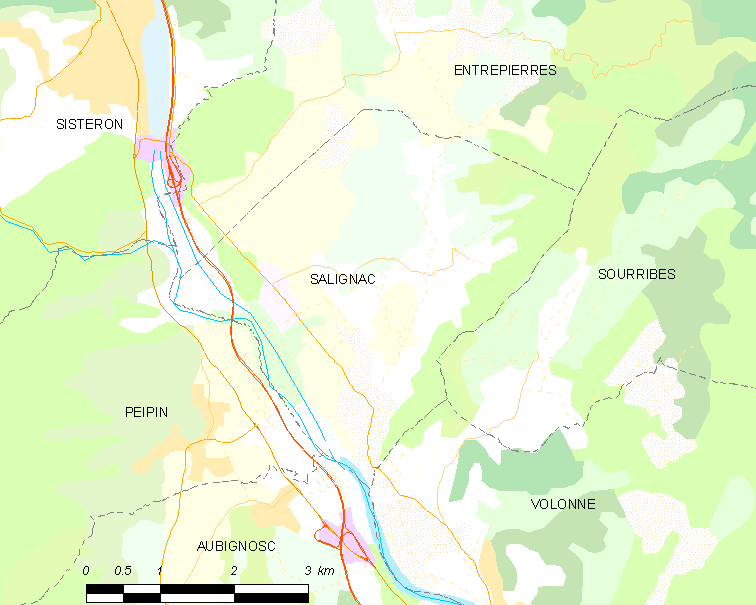
的OSM定位图

萨利尼亚克的时区为UTC+01:00、UTC+02:00（夏令时）。

## 行政
萨利尼亚克的邮政编码为04290，INSEE市镇编码为04200。

## 政治
萨利尼亚克所属的省级选区为锡斯特龙县。

## 人口

1962-2008年间人口变化图示

萨利尼亚克于2022年1月1日时的人口数量为679人。